# Drozdowice (rejon starosamborski)
Drozdowice (ukr. Дроздовичі) – wieś w rejonie samborskim (wcześniej w rejonie starosamborskim) obwodu lwowskiego Ukrainy. Leży nad rzekami Wyrwą i Wiarem. Jest siedzibą silskiej rady. 

## Historia
Pierwsza wzmianka o wsi z 1500.
W 1921 liczyły około 665 mieszkańców. Znajdowały się w powiecie przemyskim.
W czerwcu 1937 w Drozdowicach odbyło się poświęcenie szybowiska Koła Szybowcowego L. O P. P, hangaru i czterech
nowych aparatów szybowcowych.
W pobliżu wsi przez granicę polsko-ukraińską przechodzi międzynarodowy gazociąg tranzytowy.

## Ważniejsze obiekty
- Cerkiew greckokatolicka